# Aiden Neate
Aiden Neate (Reino Unido; 25 de junio de 2006) es un piloto de automovilismo británico. Es miembro de la Academia Alpine desde 2023. Actualmente compite en su tercer año consecutivo en el Campeonato de F4 Británica, pero esta vez lo hace junto a Fortec Motorsports.

## Carrera

### Inicios
Neate iniciaría en el Karting en el LGM Series en la categoría IAME Cadet, daría su salto en campeonatos europeos en 2019 en la WSK Final Cup en la categoría OKJ, esto con el equipo Tony Kart.

### Fórmula 4
En 2021, Neate hizo su debut en las carreras de autos, ingresando al Campeonato de F4 Británica con Phinsys by Argenti desde la tercera ronda en adelante. Tras sumar tres podios, el británico finalizó noveno en la clasificación de pilotos.
Después de haber competido en la ronda de trofeos apoyando el Gran Premio de Abu Dabi de 2021 con Xcel Motorsport, Neate se plantó en el Campeonato de EAU de Fórmula 4 a principios del año siguiente, conduciendo para Abu Dhabi Racing by Prema.
Con la vista puesta en un desafío por el campeonato, Neate permaneció con Argenti para la temporada 2022 de la F4 británica.

### Fórmula Regional

#### 2022
En 2022, Neate probaría 2 veces con R-ace GP en el Campeonato de Fórmula Regional Europea, en la primera lograría un tiempo de 1m44.335s dado en 131 vueltas, y en la segunda daría un tiempo de 1m42.381s dado en 111.

#### 2023
En 2023, Neate sería confirmado por Prema Racing para el Campeonato de Fórmula Regional de Medio Oriente de 2023.

## Resumen de carrera
| Temporada | Categoría                                       | Equipo                    | Carreras     | Victorias    | Poles        | VR           | Podios       | Puntos       | Pos.         |
| --------- | ----------------------------------------------- | ------------------------- | ------------ | ------------ | ------------ | ------------ | ------------ | ------------ | ------------ |
| 2021      | Campeonato de F4 Británica                      | Phinsys by Argenti        | 24           | 0            | 0            | 2            | 3            | 128          | 9.º          |
| 2021      | Campeonato Francés de F4                        | FFSA Academy              | 6            | 0            | 0            | 0            | 0            | 30           | 12.º         |
| 2021      | Campeonato de EAU de Fórmula 4 - Ronda Trofeo   | Xcel Motorsport           | 1            | 0            | 0            | 0            | 0            | N/A          | 7.º          |
| 2022      | Campeonato de EAU de Fórmula 4                  | Abu Dhabi Racing by Prema | 20           | 0            | 0            | 2            | 9            | 199          | 3.º          |
| 2022      | Campeonato de F4 Británica                      | Phinsys by Argenti        | 30           | 2            | 2            | 1            | 5            | 234          | 6.º          |
| 2023      | Campeonato de Fórmula Regional de Medio Oriente | Prema Racing              | 15           | 0            | 0            | 0            | 1            | 58           | 12.º         |
| 2023      | Campeonato de F4 Británica                      | Fortec Motorsports        | Disputándose | Disputándose | Disputándose | Disputándose | Disputándose | Disputándose | Disputándose |
| Fuente:   |                                                 |                           |              |              |              |              |              |              |              |

## Resultados

### Campeonato de Fórmula Regional de Medio Oriente
(Clave) (negrita indica pole position) (cursiva indica vuelta rápida puntuable)

| Año  | Equipo       | 1    | 1    | 1    | 2    | 2    | 2    | 3    | 3    | 3    | 4    | 4    | 4    | 5   | 5   | 5   | Pos. | Puntos |
| ---- | ------------ | ---- | ---- | ---- | ---- | ---- | ---- | ---- | ---- | ---- | ---- | ---- | ---- | --- | --- | --- | ---- | ------ |
| 2023 | Prema Racing | DUB1 | DUB1 | DUB1 | KUW1 | KUW1 | KUW1 | KUW2 | KUW2 | KUW2 | DUB2 | DUB2 | DUB2 | YMC | YMC | YMC | 12.º | 58     |
| 2023 | Prema Racing | 9    | 2    | 12   | 4    | 8    | 9    | 8    | 16   | 16   | 9    | 5    | 15   | Ret | 12  | 8   | 12.º | 58     |